# Hofdicht

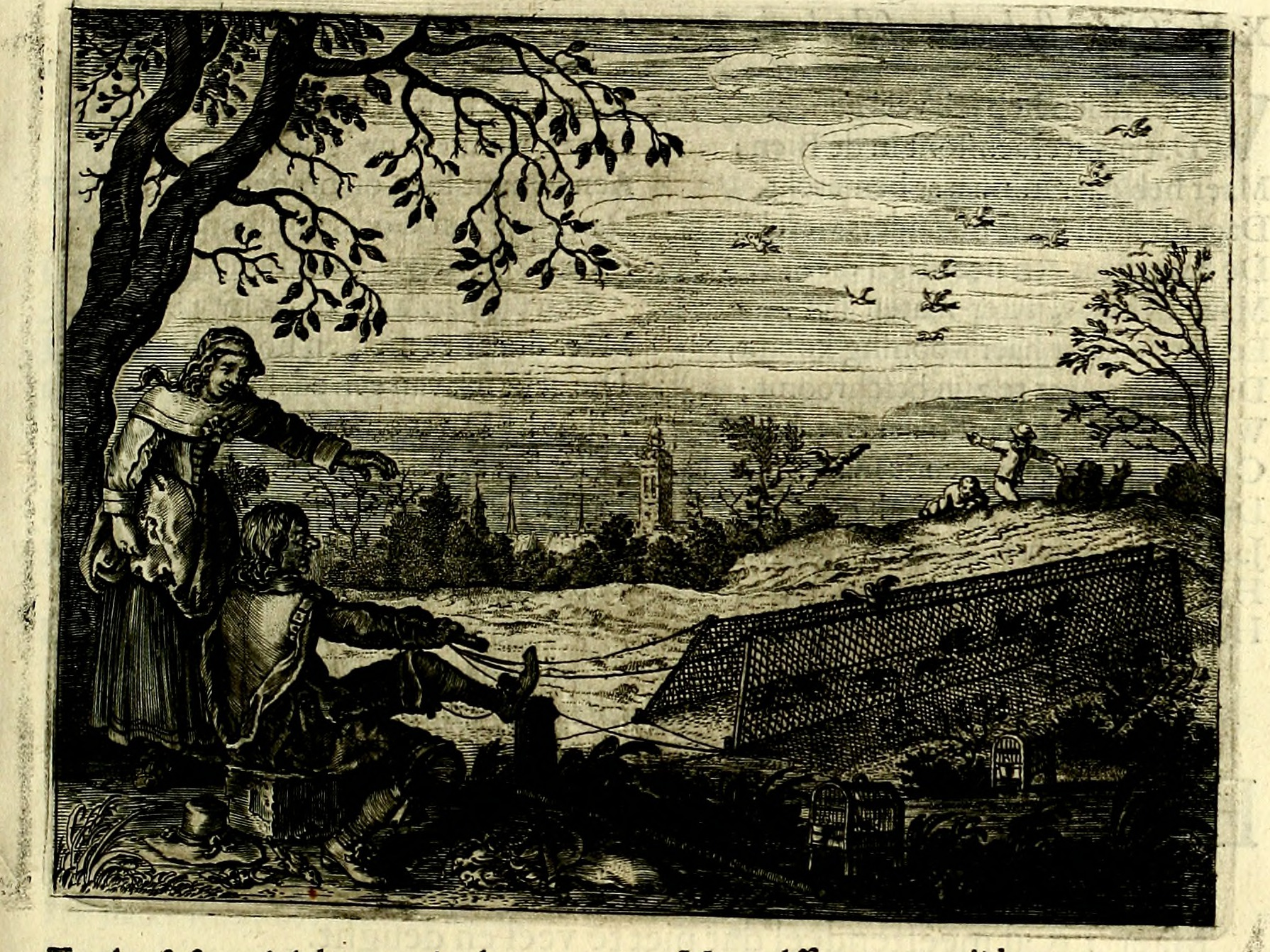
Afbeelding bij "Op 't ghezicht van een Vinck-getouw" uit Hof-gedachten, dat is, invallen, by gelegentheyt oft op't gesichte van boomen, planten, bloemen, kruyden, en diergelijcke aerdt-gewassen, verweckt, in't Buyten-leven van den Schyver op Sorhg-Vliet.

Het hofdicht was een genre in de Nederlandse dichtkunst, dat vooral in zwang was in de 17e en 18e eeuw. Een hofdicht werd geschreven door of opgedragen aan de bezitter van een ‘hof’, een buitenplaats op het platteland, bestaande uit een kasteel of landhuis met tuinen en landerijen. Het gedicht bevatte een geïdealiseerde beschrijving van het buitenleven, waarin de nadruk viel op de natuur als schepping van God. Het bekendste hofdicht is Hofwijck van Constantijn Huygens (1653).

## Hofwijck

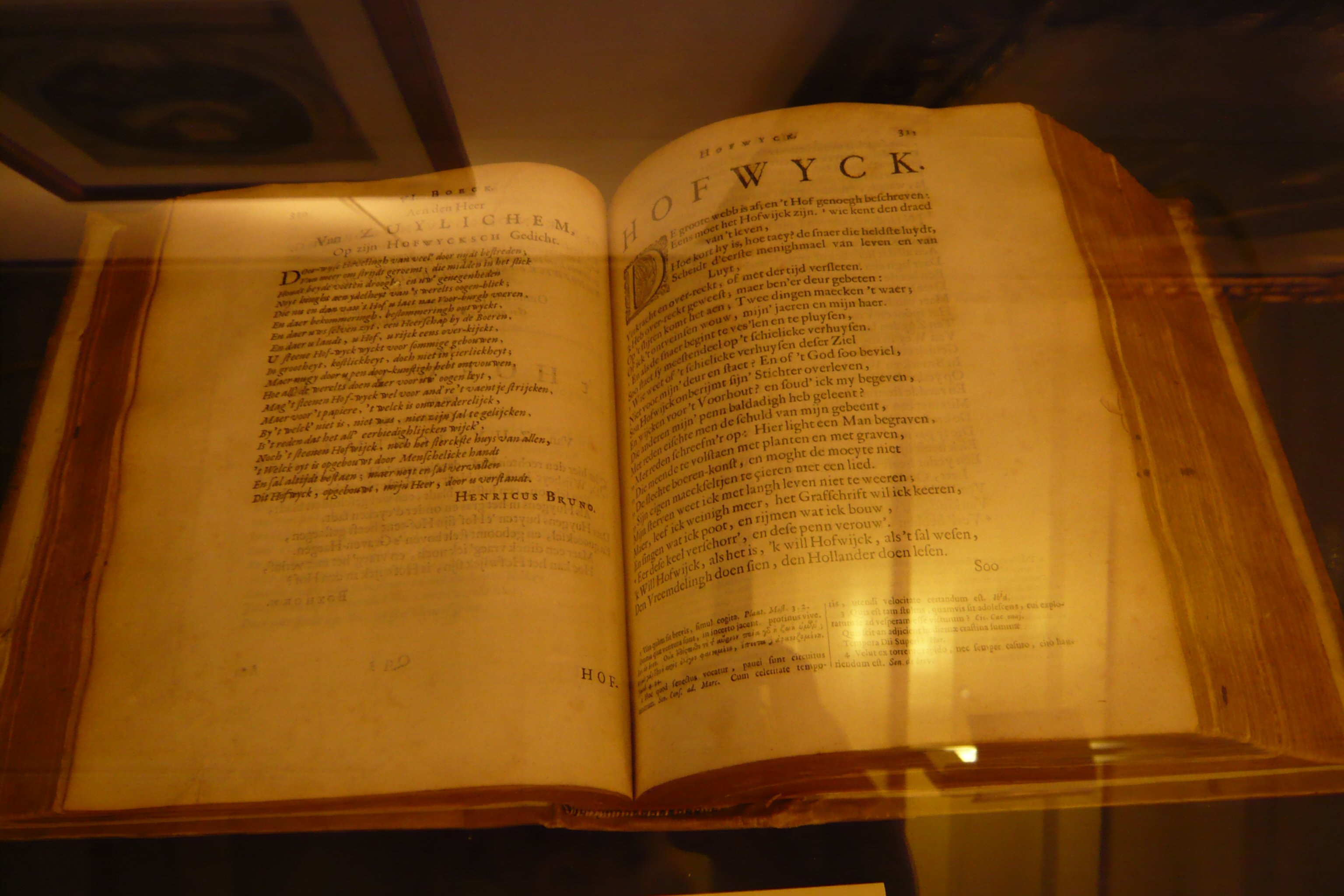
Hofwijck door Constantijn Huygens (1653) tentoongesteld in het Hofwijck museum.